# Maurice de Mirecki
Maurice de Mirecki. (Pau, 22 de septiembre de 1845-París, 11 de abril de 1900), fue un pianista y compositor francés.

## Biografía
Hijo del violinista Aleksander Mirecki. Vive sus primeros años en Tarbes y, a partir de 1857, comienza sus estudios de piano en el Conservatorio de Burdeos. Se traslada a París en 1865 con su hermano Víctor, donde permanece hasta su muerte, logrando gran fama como concertista y compositor, y haciendo una vida de muchas relaciones sociales. En 1869 casa con la soprano Colette Adam, con la que tendrá tres hijos, el primogénito Maurice, otro muerto el año de su nacimiento (1878) y Caroline. Entre sus composiciones destacan varias obras escritas para su mujer –las polcas para soprano y piano Chambertin (1876, con letra de G. de Loyat) o Embrasse moi vite (1879)– y para virtuosismo de piano –Ikanowa, souvenir de Roumanie (1875, polca-mazurka) y Obras para piano (1880), una colección de estudios–.
- Datos: Q3300330